# Eiterfeld
Eiterfeld település Németországban, Hessen tartományban. Lakosainak száma 7119 fő (2023. december 31.).

## Népesség
A település népességének változása:
| Lakosok száma | 7070 | 7029 | 7049 | 7110 | 7119 |
|               | 2017 | 2019 | 2021 | 2022 | 2023 |